# Михайловський Володимир Іларіонович
Володи́мир Іларіо́нович Михайловський  (13 лютого 1939, Кадубівці — 30 січня 2014, Чернівці)  — український письменник, журналіст, Заслужений журналіст УРСР.

## Біографія
Народився 13 лютого 1939 року в селі Кадубівці  Заставнівського району Чернівецької області, помер 30 січня 2014 року від інфаркту.

До початку навчання в університеті закінчив середню школу в рідному селі, працював електриком на цукровому комбінаті, бібліотекарем в школі, кореспондентом заставнівської районної газети, інструктором Заставнівського райкому комсомолу.
У 1961 році поступив на філологічний факультет Чернівецького державного університету.
Після третього курсу служив три роки в армії, а після звільнення в запас закінчував навчання в університеті.
У 1967—1969 р. р. – власкор, завідувач відділом газети «Молодий буковинець».
У 1961—1991 – власкор, завідувач відділу газети «Радянська Буковина».
Від жовтня 1991 року по 22 листопада 2011 – головний редактор громадсько-політичної газети «Буковина» (Чернівці).
Від листопада 2011 року – голова ради засновників газети «Буковина». 
Працюючи в газетах, Володимир Михайловський чимало часу віддавав письменницькій роботі – писав вірші, нариси, оповідання, романи, публіцистику, літературознавчі твори. В його творчому набутку є тринадцять книг. 
 Друкувався також у журналах «Україна», «Жінка», в десятках колективних збірок видавництв «Карпати» та «Каменяр», у газетах.

Значний суспільний резонанс викликали його публікації:
 «А ми тую козацькую славу збережемо!», «Хто виміряє, скільки втратила душа», «Під деревом сподівань починає всихати коріння». «Чи відаємо, що творимо», «Україна опівночі», «Велика надія людська (Відкритий лист Президенту України)», «Нація гине, здійснюючи самовбивство», «Національне під полою ночі», «На мальованому коні далеко не в'їдеш», «Правда страшніша, ніж суд», «Нам пора для України жить» та ін. 
За свою журналістську і письменницьку діяльність нагороджений літературними преміями, державними та іншими нагородами. В. І. Михайловський – член Національних спілок письменників і журналістів України. 

## Письменницькі набутки
- …І перемогли смерть. – Ужгород: Карпати, 1974. – 200 с.
- Хліб – наша доля.– Ужгород, Карпати, 1975. – 155 с.
- Син Уралу і Карпат: нарис. – Ужгород: Карпати, 1975. – 79 с.
- Заставна. – Ужгород: Карпати.1983. – 94 с.
- Останній позивний комісара. – Ужгород: Карпати, 1985. – 151 с.
- Стоїть край села курган. – Чернівці: РВВ облполіграфвидаву, 1990. 23 с.
- Крутизна. – Чернівці: Буковина,1998. − 144 с.
- Черлені міти. – Чернівці: Зелена Буковина, 2005. – 112 с.
- Мертвих назад не носять. – Чернівці: Буковина, 2005. – 208 с.
- Між страхом і любов'ю: проза. – Чернівці: Видавництво "Буковина"; Видавничий дім "Букрек", 2006. − 564 с.
- На зламі. Роздуми про близьке і дороге/ Вступна стаття та редагування Б. І. Мельничука.  – Чернівці: Букрек, 2010. – 408 с., іл.
- Мелодія білого смутку. – Чернівці: Прут, 2013. – 408 с.
- "Просвіта" на Буковині. Історія і сучасність. – Чернівці: Видавництво "Буковина", 2018. – 468 с.

Книга «Між страхом і любов'ю: проза» перемогла на чернівецькому обласному конкурсі «Книга року – 2006» у номінації «Проза».

## Нагороди
- Заслужений журналіст України;
- Медаль "На славу Чернівців" (2008);
- Літературно-мистецька премія імені Сидора Воробкевича (2000);
- Премія імені Івана Франка у галузі інформаційної діяльності (2009);
- Премія імені Івана Бажанського (2001);
- Медаль «Будівничий України» Всеукраїнського товариства «Просвіта» імені Тараса Шевченка;
- Дипломант Міжнародного журналістського конкурсу (Чехословаччина, 1982);
- Літературно-мистецька премія імені Юрія Федьковича (2018);
- Почесна відзнака Чернівецької обласної ради "За заслуги перед Буковиною" (2019).